# Brestovec
Brestovec je naselje v Občini Rogaška Slatina.